# Pauline Ayangma
Pauline Ayangma est une joueuse de football camerounaise née le 9 août 1992 à Yaoundé. Elle évolue au poste de gardienne de but. 

## Biographie

### Carrière en club
Pauline Charlotte Alang Ayangma  entame sa carrière professionnelle à FC Ebolowa dans la région du Sud au Cameroun en 2019. Elle remplit les fonctions de gardienne de but durant trois ans et reçoit le brassard de capitaine. Elle poursuit son parcours en Turquie en 2022 où elle retrouve sa compatriote Jacquette Ada. Elle s'engage avec le club Soma Zafer Spor en première division turque.  

### Carrière en équipe nationale
Elle défend les couleurs du Cameroun en gardant les cages de l'équipe du Cameroun féminine de football aux côtés de Flore Enyegue et Ange Bawou. Retenue par le sélectionneur Gabriel Zabo, elle représente son pays lors de la Coupe d'Afrique des nations féminine de football 2022 au Maroc. Avec ses coéquipières, après leur victoire contre les Tunisiennes, elle termine au rang de quart-de-finaliste face aux Nigérianes,.  